# Aitxuri
Ne pas confondre avec le mont Aketegi.
L'Aitxuri, Atxuri ou Aitz txuri, est une montagne de 1 507 mètres d'altitude. Elle est située dans la province du Guipuscoa, au Pays basque espagnol.

## Toponymie
Étymologiquement Aitxuri veut dire « roche blanche », et vient des mots basques Aitz (« roche ») et txuri (« blanc »).

## Géographie
Comme le reste des sommets qui forment le massif d'Aizkorri, l'Aitxuri est constitué par des roches calcaires, et il s'élève sur les territoires d'Urbia dans sa partie sud, et sur le Goierri par le nord. À ses pieds se trouve la ville de Zegama dont les routes et les voies de chemin de fer se distinguent parfaitement.
Les sommets qui l'entourent sont d'altitudes quasiment équivalentes.

## Ascensions

### Itinéraires
Les itinéraires sont nombreux pour l'ascension de cette montagne, et presque tous communs à l'Aizkorri et à l'Aketegi.

#### Depuis le col d'Otzaurte
Depuis le col d'Otzaurte, à 671 m d'altitude, une piste conduit à la crête de Beunda, où se trouvent une bergerie et une aire de loisirs. En traversant la pente sud de l'Añabasolo, sur les crêtes qu'unit l'Añabaso avec l'Aitzkorri, l'endroit d'Aldaola (832 m) permet d'atteindre le passage de San Adrián à 1 008 m d'altitude avec, dans le tunnel, une vue sur l'ermitage de San Adrián. Puis, en continuant vers la source de Lizarrate et après avoir dévié à droite, commence l'ascension du sommet de l'Aitzkorri, avec le petit tumulus, aussi appelé San Adrián. L'ascension se fait entre les hêtres jusque près du sommet par une forte pente. Ce parcours est appelé le calvaire, bien que son nom à l'origine soit mandobide (chemin de mulet en basque). Il y a une variante qui part de l'ermitage du Sancti Spiritus, à 969 m d'altitude, située avant d'arriver au tunnel de San Adrián. La ligne de crête, vers l'ouest, en passant par le Kanal Aundi (grand canal en basque), rencontre le sommet de l'Aketegi et ensuite l'Aitxuri.

#### Depuis Arantzazu
Au départ d'Arantzazu (731 m), un bon et reposant chemin permet de monter à Urbia. L'entrée aux terrains d'Urbia s'effectue par le col d'Elorrola (1 161 m), qui garde les peñas de Zabalaitz (1 262 m) par la droite, et Enaitz (1 291 m) par la gauche. Un sentier entouré d’une ligne d'arbres conduit à l'ermitage, et un peu plus loin à l'auberge qui invite au repos.
La ligne de crête est ouverte sur les terres, au nord, et permet de monter, par le côté ouest, en direction du dolmen d'Aizkorritxo pour arriver à l'Aitxuri.

#### Depuis Zegama
En partant de Zegama (296 m), depuis la gare de chemin de fer, un chemin monte vers le col d'Intzuzaeta et de là, par la gauche, la route d'Andreaitz permet d'accéder à la crête. Au pas d'Andreaitz (1 324 m), en direction de l'Urbia puis, en tournant sur la gauche et après avoir fait le tour du sommet d'Andreaitz (1 434 m), se trouve le col de Lugaitze, d'où commence le parcours par la ligne de crête qui mène jusqu'au sommet de l'Aitxuri.

#### Depuis Araia
Pour monter depuis Araia, la route de l'Aratz permet de dévier vers San Adrián et de là, de monter à l'Aitzgorri, comme cela a été indiqué plus haut. Pour cela, dans la direction des restes de la fonderie Ajuria, un chemin à gauche (la colline des wagonnets) monte jusqu'aux carrières du rocher de San Miguel. À cet endroit, en faisant le tour des carrières, il grimpe jusqu'à la source d'Iturriotz (1 050 m) pour gagner la clairière où se trouve la cabane d'Azkosaroi. Il faut alors quitter le sentier qui va à l'Aratz pour se diriger vers le tunnel de San Adrián et, de là, à l'Aitzgorri. Puis, après avoir passé Kanal Aundi, la ligne de crête mène à l'Aketegi et ensuite à Aitxuri.

### Temps d'accès
- Arantzazu : 2 h 30 min
- Otzaurte : 3 h 30 min
- Zegama : 3 h